# Rutger Gunnarsson
Rutger Gunnarsson (ur. 12 lutego 1946 w Linköping, zm. 8 maja 2015 w Sztokholmie) – szwedzki muzyk, basista, gitarzysta, aranżer i producent muzyczny znany ze  współpracy między innymi z zespołem ABBA.
Z zespołem ABBA  współpracował przy nagraniu wszystkich jego albumów, a także przy opracowaniu kilku z jego przebojów takich jak "Money, Money, Money" czy "Dancing Queen". Gunnarsson towarzyszył zespołowi również w czasie występów scenicznych. Angażował się także w prace nad musicalami: "Mamma Mia!", "Bananas In Pajamas", "Les Miserables" oraz "Rhapsody In Rock". Jako basista współpracował również z Celine Dion, Westlife, Eltonem Johnem, Ałłą Pugaczową (przy realizacji jej anglojęzycznego albumu Watch out w 1985, a także jako aranżer i dyrygent na konkursie Eurowizji w 1997, kiedy Pugaczowa wykonała autorską piosenkę Primadonna), Adamem Antem i norweskim duetem Bobbysocks, natomiast jako producent muzyczny z Gwen Stefani.